# مستشفى الفروانية
مستشفى الفروانية، هو مستشفى عام يقع في منطقة صباح الناصر في محافظة الفروانية بدولة الكويت، وهو يتبع من الناحية الإدارية منطقة الفروانية الصحية، وترجع تسمية المستشفى بهذا الاسم لمنطقة الفروانية.
يقدم المستشفى خدماته بشكل عام لجميع سكان محافظة الفروانية، وأغلب مناطق محافظة مبارك الكبير، ويغطي مستشفى الفروانية مع مستشفى العدان أكبر عدد من السكان في الكويت.